# Bocimanivka, Bârzula
Bocimanivka (în ucraineană Бочманівка) este un sat în comuna Cuialnic din raionul Bârzula, regiunea Odesa, Ucraina.

## Demografie
Componența lingvistică a comunei Bocimanivka
     Ucraineană (89,63%)
     Română (5,68%)
     Rusă (3,82%)
     Alte limbi (0,87%)
Conform recensământului din 2001, majoritatea populației comunei Bocimanivka era vorbitoare de ucraineană (89,63%), existând în minoritate și vorbitori de română (5,68%) și rusă (3,82%).